# Regnitruda z Austrasie
Regnitruda či Ragnitrude, Ragnétrude byla milenkou franského krále Dagoberta I. O jejím životě se dochovalo jen málo informací. Podle dochovaných zdrojů se narodila patrně někdy mezi lety 608-615. 
Historia Francorum uvádí, že král Dagobert I. si vzal za manželku sestru manželky svého otce Chlothara II. Gormatrudu. Ta nebyla jeho tetou, protože Dagobert I. byl synem první manželky Chlothara II. Haldetrudy. Gormatruda však byla sestrou Chlotharovy třetí manželky Sichildy. Gormatruda byla pravděpodobně neplodná (byla patrně starší než Dagobert), tak ji král buď v roce 629 nebo 630 zapudil a vzal si svou tehdejší milenku Nachthildu. Ta mu sice porodila v roce 633 syna a budoucího krále Chlodvíka II., krále Neustrie a Burgundska, nicméně Dagobert již krátce po svatbě, někdy v roce 630 či 631, zplodil s další milenkou Regnitrudou syna a budoucího krále Sigiberta III., krále Austrasie.
Žádný současný zdroj nezmiňuje manželství mezi Dagobertem a Ragnitrudou, takže ji nelze považovat za královnu Franské říše. Totéž naznačuje Fredegarova kronika v níž se píše, že Dagobert měl pouze tři královny, Nantéchildu, Vulfégondu a Berchildu. Přesto ji historik Christian Bouyer označil za královnu. Tvrdil, že u krále bezpochyby uspěla a provdala se za něj, dokonce prohlásil, že Ragnitruda se musela smířit s mnoha milenkami a konkubínami.